# Elecciones parlamentarias de Grecia de mayo de 2023
Las elecciones legislativas de Grecia se llevaron a cabo el 21 de mayo de 2023. Se disputaron los 300 escaños del Consejo de los Helenos.
Esta fue la primera elección desde 1990 en la que el sistema electoral no incluye el sistema de escaños extra, luego de la derogación de 2016 de la representación semiproporcional.

## Antecedentes
Las elecciones legislativas de 2019 vieron la derrota de la Coalición de la Izquierda Radical (SYRIZA) del primer ministro saliente Alexis Tsipras. Animado por sus victorias en las elecciones europeas y locales organizadas unos meses antes, el partido Nueva Democracia (ND) está muy por delante. Con poco más del 39% de los votos, obtuvo la mayoría absoluta de los escaños gracias a la asignación de un bono mayoritario al partido que quedaba primero. Su líder, Kyriakos Mitsotakis, reemplazo a Alexis Tsipras como Primer Ministro. SYRIZA es seguido por el Movimiento por el Cambio (KINAL) y el Partido Comunista de Grecia (KKE), mientras que el antiguo socio de coalición de SYRIZA, Griegos Independientes (ANEL), se abstuvo de participar en las elecciones.
En noviembre de 2021, el Primer Ministro es objeto de un gran escándalo de casos de escuchas telefónicas. Una investigación realizada por la periodista Dimítri Terzí en nombre del Diario del Editor (Efimerída ton Syndaktón) revela que figuras públicas, periodistas y políticos, incluido el nuevo líder de KINAL Nikos Androulakis, han sido interceptados a través de software espía fuera de cualquier marco legal. El asunto, que desencadenó la formación de una comisión de investigación del Parlamento Europeo, fue nuevamente alimentado un año después por el periódico Documento, que acusó a Kyriakos Mitsotakis de haber interceptado un total de treinta y tres personalidades, incluidos varios de sus ministros y líderes de partidos políticos. El periódico se basa en fuentes dentro de los servicios de inteligencia griegos, lo que lleva a su editor, Kostas Vaxevanis, a acusar al primer ministro de ser el 'cerebro' de la red de vigilancia de un 'estado paranoico'. El asunto llevó a toda la oposición a exigir la renuncia de Mitsotakis. Se defendió reconociendo la existencia de la red, pero negando cualquier participación en su implementación, describiendo las acusaciones del periódico como 'vergonzosas, calumniosas e inaceptables'. Como líder de la oposición, Alexis Tsipras finalmente presentó una moción de censura contra el gobierno el 26 de enero5. Sin embargo, la moción fue rechazada al día siguiente por 156 votos de 300, logrando el Primer Ministro conservar el apoyo de su partido, todavía en la mayoría en el Consejo de los Helenos. Sin embargo, el escándalo dañó seriamente las relaciones de Nueva Democracia con el Movimiento para el Cambio, a pesar de que Tsipras se declaró abierto a formar una coalición con este último.

### Eventos recientes
El gobierno también enfrenta indignación pública por la absolución en octubre de 2022 de exfuncionarios de la compañía alemana Siemens. Absueltos en apelación, fueron procesados por corrupción en uno de los casos más grandes de su tipo en el país, ya que Siemens recibió importantes contratos para modernizar la red telefónica cuyos montos se habrían aumentado artificialmente a cambio del pago de sobornos. El coste adicional para el país, estimado en unos dos mil millones de euros, provocó indignación amplificada por las dificultades económicas de la población en el contexto de la austeridad impuesta por la crisis de la deuda pública que entonces afectaba al país. El gobierno se defiende en este terreno económico destacando su historial en esta área, con un control de la inflación y la implementación de subsidios sobre los precios de las primeras necesidades para apoyar a los hogares precarios.
Las elecciones parlamentarias también se celebran en el contexto de la invasión rusa de Ucrania de 2022 y de las renovadas tensiones con la vecina Turquía por la disputa en el mar Egeo en el contexto del descubrimiento de yacimientos de hidrocarburos. Sin embargo, el violento terremoto que azotó Turquía a principios de febrero de 2023 provocó una pausa en las tensas relaciones entre los dos países, lo que renovó una tradición de asistencia mutua frente a los desastres naturales.
Tres meses antes de las elecciones, a principios de febrero de 2023, el Parlamento votó una enmienda a la ley electoral que prohíbe participar en las elecciones a los partidos cuyos líderes hayan sido condenados por pertenencia a una organización criminal. La enmienda apunta abiertamente al nuevo partido de extrema derecha 'Los Helenos' del ex portavoz de Amanecer Dorado (XA) Ilías Kassidiáris, condenado en 2020 a 13 años de prisión por este motivo. Según las encuestas, el partido tenía suficientes intenciones de voto para pasar la barrera y obtener escaños.

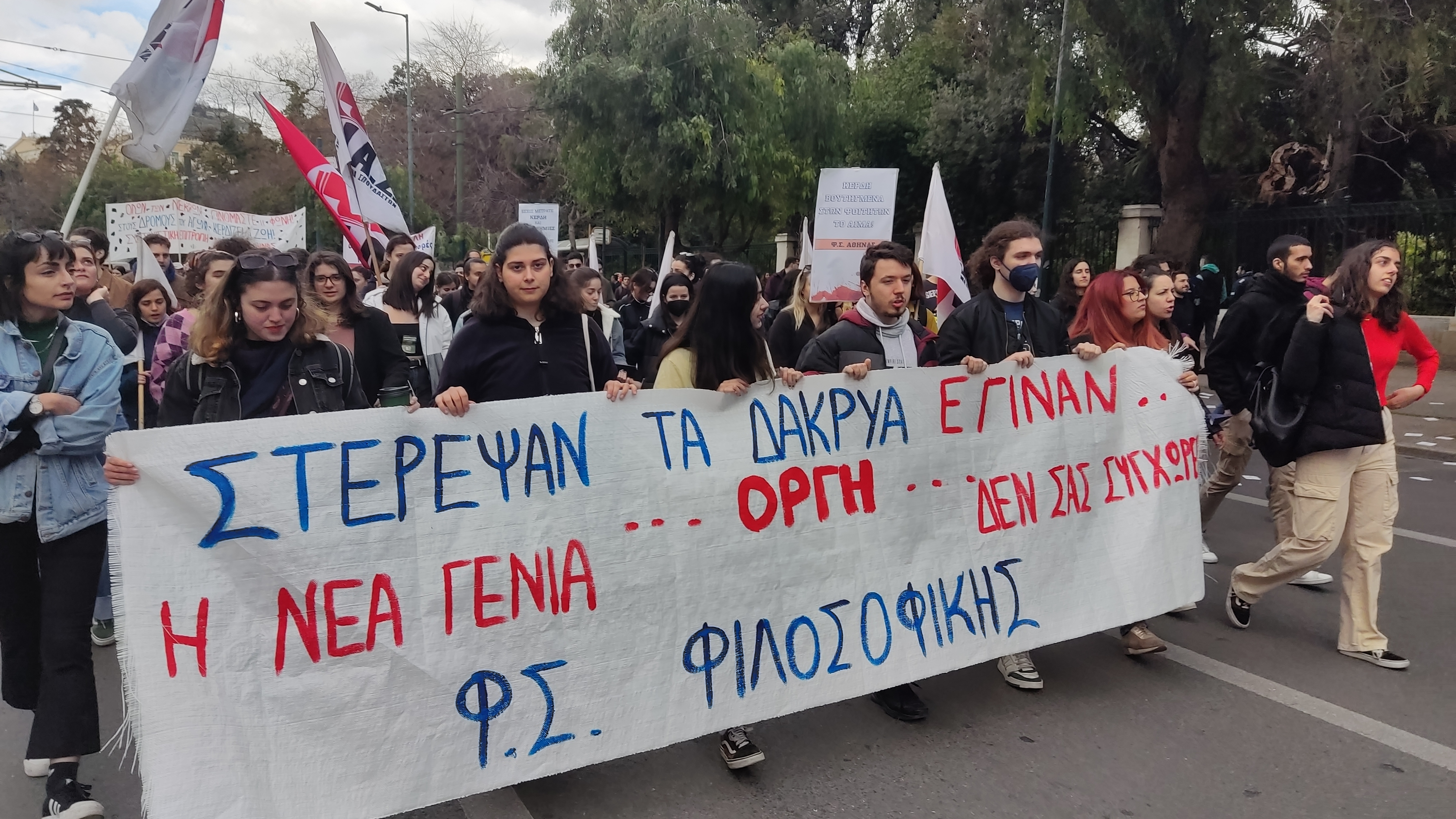
Manifestaciones por el accidente ferroviario.

El 28 de febrero de 2023, ocurrió un accidente ferroviario cerca de Larisa, causando la muerte de 57 pasajeros. Este desastre despierta una inmensa emoción junto con la ira entre la población. Muchas manifestaciones se organizaron en las semanas siguientes, reuniendo a decenas de miles de personas. Los manifestantes denuncian la negligencia del sistema ferroviario griego, parcialmente privatizado a petición de la Unión Europea en el contexto de la crisis de la deuda pública, y más generalmente 'el estado ruinoso del sector público'. El accidente de Larisa fue un punto de inflexión en el período previo a las elecciones, con Nueva Democracia experimentando una fuerte caída en las encuestas de opinión.
Tres semanas después de la tragedia, el Primer Ministro anunció que las elecciones generales se celebrarían en mayo, es decir, dos meses antes del final natural de la legislatura, pero un mes más tarde de lo que hubiera deseado inicialmente.

## Sistema electoral

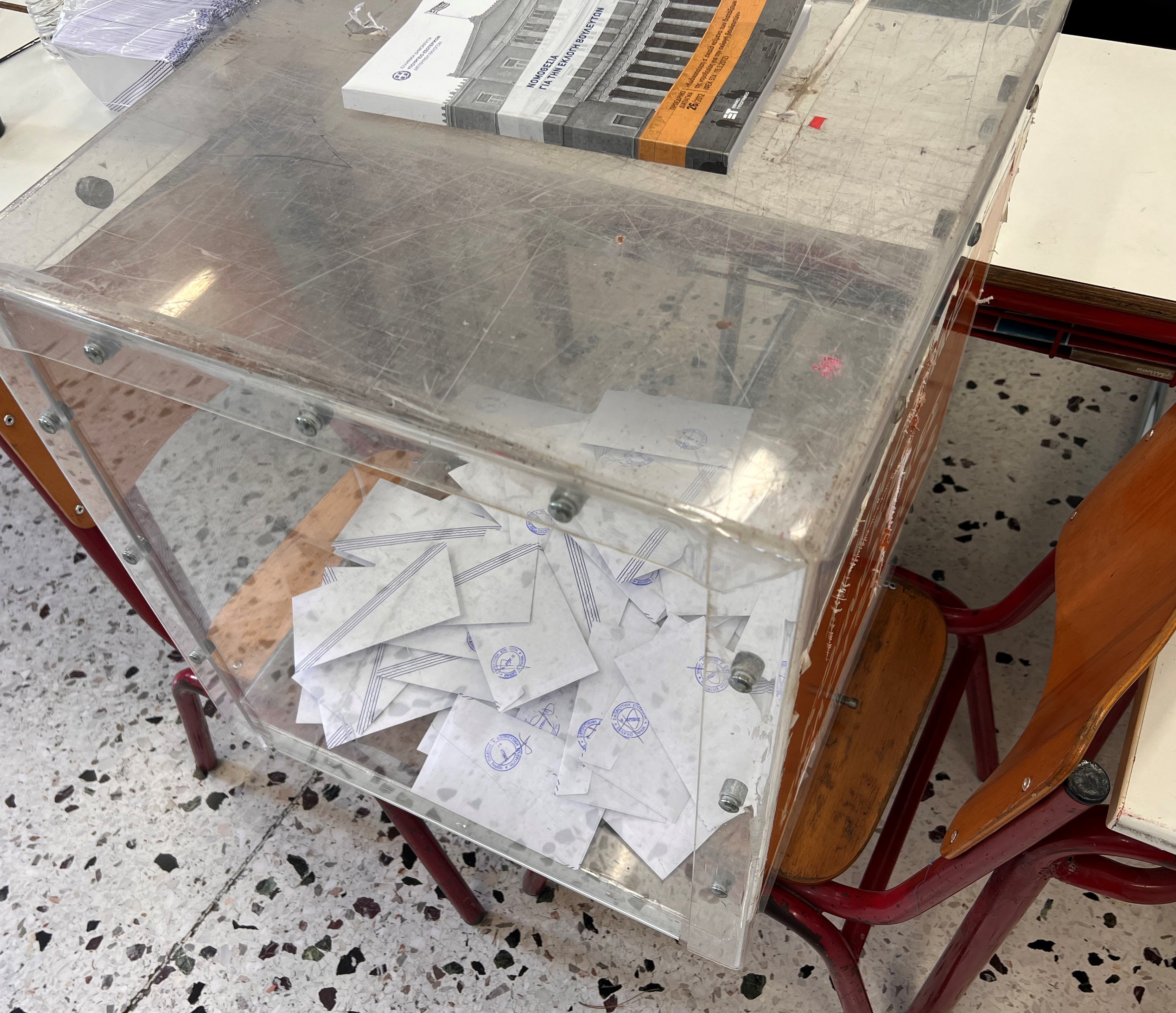
Urna electoral en un colegio electoral, 21 de mayo de 2023

La ley electoral vigente para las próximas elecciones legislativas es la votada en 2016 por la penúltima legislatura, donde SYRIZA obtuvo mayoría. Esto se debe a una disposición constitucional sobre las enmiendas a la ley electoral: se necesita una mayoría de dos tercios (200 o más escaños del Consejo de los Helenos) para que la ley entre en vigor de inmediato y, a falta de tal mayoría calificada, la ley electoral sólo entrará en vigor en la segunda elección posterior.
La ley de SYRIZA de 2016 es un regreso a la representación proporcional simple. Abandonó el bono de mayoría de 50 escaños vigente desde 1990 (aunque los umbrales se modificaron con el tiempo).
En enero de 2020, poco después de regresar al poder, Nueva Democracia, que siempre ha sido partidario de los bonos mayoritarios desde 1974, aprobó una nueva ley electoral para restablecerlos, aunque bajo una fórmula muy diferente. La lista del partido que llegue primero recibirá 20 escaños adicionales (antes 50, y los escaños restantes subirán de 250 a 280). Además, una nueva desproporcionalidad de la escala móvil ayudará a las listas de los partidos más grandes: aquellos que reciban entre el 25 % y el 40 % de los votos recibirán un escaño por cada medio punto porcentual en este rango (hasta 30 escaños), antes de que comience la distribución proporcional adecuada. Un partido ganador puede así recibir hasta 50 escaños adicionales. Sin embargo, esta ley de 2020 también carecía de la mayoría calificada para entrar en vigor de inmediato. Como resultado, entrará en vigor solo en la segunda elección próxima (2027 a más tardar).
En las elecciones está vigente el voto obligatorio, siendo el registro de votantes automático. Sin embargo, nunca se ha aplicado ninguna de las penas o sanciones legalmente existentes.

## Campaña

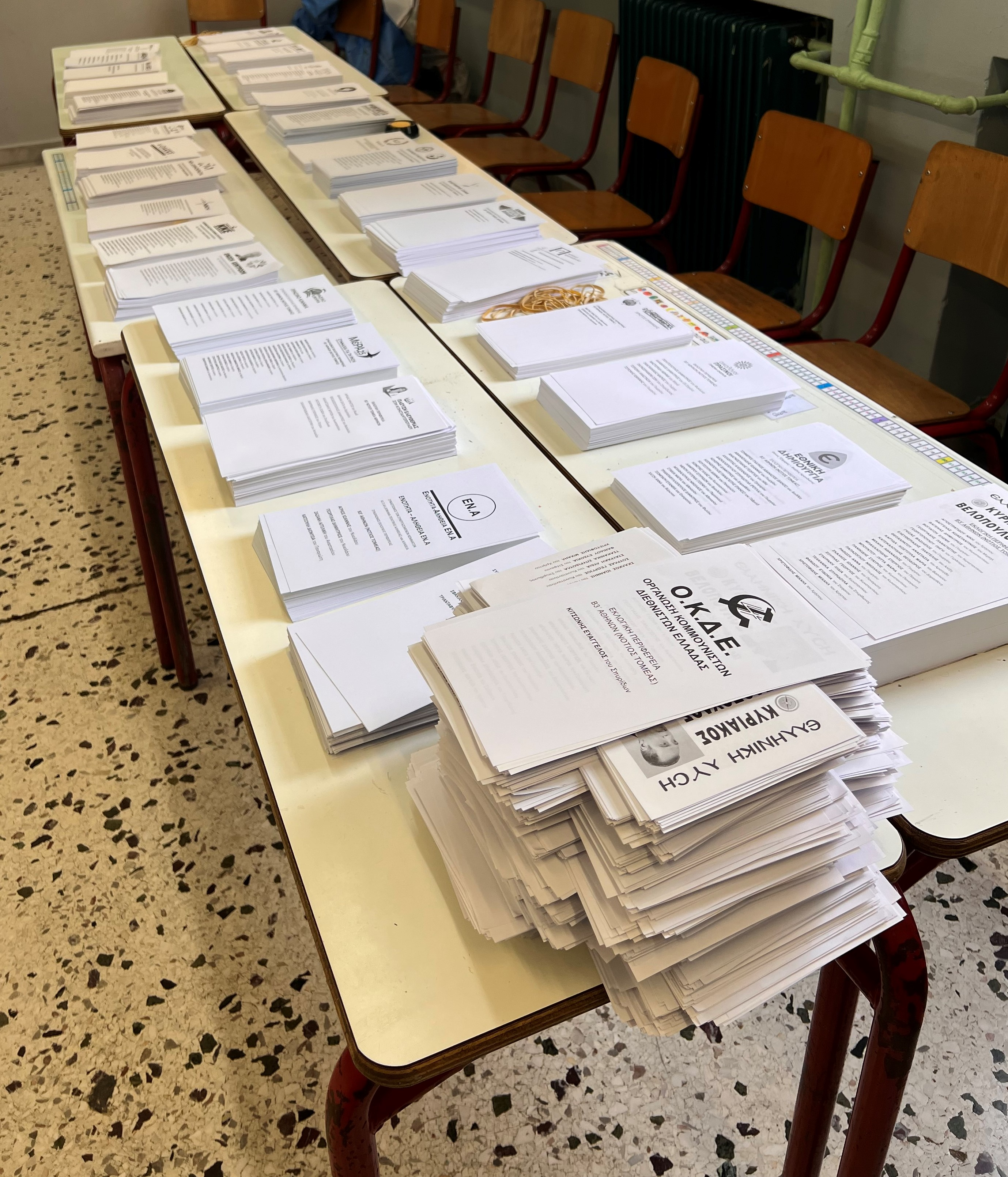
Papeletas en un colegio electoral, 21 de mayo de 2023

Oficialmente, el período electoral comenzó el 22 de abril, aunque los partidos habían comenzado a intensificar su campaña en los días posteriores al primer anuncio de la fecha de las elecciones. Los políticos griegos han empleado varios métodos para difundir sus posiciones, como reuniones en el ayuntamiento, discursos en cafés y plazas, métodos que emplean tanto Kyriakos Mitsotakis como Alexis Tsipras.
Nueva Democracia hizo campaña sobre la reforma y apertura de Grecia en todo el mundo, mientras asociaba a la Coalición de la Izquierda Radical (SYRIZA), el partido rival, con el populismo. La campaña de Nueva Democracia se centra en los recortes de impuestos, las promesas de inversión y las promesas de reducción del desempleo, así como de forma genérica en la economía, destacando su gestión general de la economía griega, con Grecia siendo nombrada como el mejor actor económico para 2022 por The Economist. Esto se debió en particular a que Grecia en 2022 pudo pagar antes de lo previsto 2.700 millones de euros (2.870 millones de dólares) de préstamos adeudados a países de la eurozona en el marco del primer rescate que recibió durante su crisis de deuda de una década, además de estar al borde de alcanzar la calificación de grado de inversión.
La campaña de Coalición de la Izquierda Radical (SYRIZA) se centró en el escándalo de las escuchas telefónicas de 2022, culpando a Nueva Democracia por las medidas de seguridad inadecuadas que resultaron en el accidente ferroviario de Tempi, así como la crisis de la vivienda, los problemas de la clase media, la falta de confianza de los ciudadanos en Mitsotakis y otros temas.
El Movimiento Socialista Panhelénico (PASOK), que alguna vez fue uno de los dos partidos principales, tuvo una campaña centrada en la meritocracia, la transición verde, un sistema de salud sólido y la transparencia. Su líder, Nikos Androulakis, critica tanto a Mitsotakis como a Tsipras porque apoyaron las medidas de austeridad. Insiste en que un gobierno de coalición, para poder participar en él, debe tener un líder no partidista votado por consenso.
El Partido Comunista de Grecia hizo campaña sobre temas de los trabajadores, como la explotación de los trabajadores por parte de los empleadores y las malas condiciones laborales en muchas empresas, entre otros, el accidente ferroviario de Tempi y la infraestructura de gobiernos anteriores, la retirada de la guerra en Ucrania, en la que Grecia está un importante proveedor de Ucrania, y la crisis de la vivienda y el nivel de vida. También enfatizó en su campaña que 'cada voto que va al Partido Comunista, se queda ahí y fortalece la lucha'. Se opone a las disputas fronterizas con Turquía y cualquier otro país, lo que, según el Partido Comunista, es alentado por la OTAN, Estados Unidos y la Unión Europea. Apoya la planificación energética favorable a las personas y afirma que, en las circunstancias de 2023, la energía es una forma de beneficio para el capital. Apoya la educación pública, la legalización de los inmigrantes ilegales que viven y trabajan en el país, así como un sistema de salud gratuito. Sostiene que el sistema de justicia se subordina a la lógica que prioriza el lucro sobre la vida humana.
Solución Griega (EL) apoya el patriotismo económico, los cambios estructurales en la economía para reducir la dependencia del turismo, la expansión de las aguas territoriales a 12 millas de la costa, la transición verde y la explotación de los recursos naturales del país.
El Frente Europeo de Desobediencia Realista (MeRA25) apoya una 'ruptura con las directivas de Bruselas y los intereses de la oligarquía', la introducción de un sistema de ahorro gratuito (Dimitra), la abolición del servicio militar obligatorio, un cambio en el estatus de miembro de la OTAN para Grecia. Apoya la abolición del intercambio energético y se opone a la división del mundo en bloques geopolíticos. También se opone a la explotación de los recursos naturales de Grecia. Apoya la reforma educativa, el sistema judicial independiente, la salud pública y la educación pública.

### Principales consignas del partido
| Partido | Partido     | Original slogan                                                          | English translation                                                          |
| ------- | ----------- | ------------------------------------------------------------------------ | ---------------------------------------------------------------------------- |
|         | ND          | « ΣΤΑΘΕΡΑ ΤΟΛΜΗΡΑ ΜΠΡΟΣΤΑ »                                              | 'FIRMEMENTE VALIENTE ADELANTE'                                               |
|         | SYRIZA      | « Δικαιοσύνη Παντού »                                                    | 'Justicia en todas partes'                                                   |
|         | PASOK-KINAL | « Η κοινωνία στο προσκήνιο! »                                            | '¡La sociedad a la vanguardia!'                                              |
|         | KKE         | « ΜΟΝΟΙ ΤΟΥΣ ΚΑΙ ΟΛΟΙ ΜΑΣ »                                              | 'ELLOS SOLO Y TODOS NOSOTROS'                                                |
|         | EL          | « Πρώτα η Ελλάδα, Πρώτα οι Έλληνες Παίρνουμε την Ελλάδα στα χέρια μας! » | 'Grecia primero, griegos primero ¡Tomamos Grecia en nuestras propias manos!' |
|         | MeRA25      | « Όλα μπορούν να είναι αλλιώς! »                                         | '¡Todo puede ser diferente!'                                                 |

Nueva Democracia también usó el lema en griego: Η Ελλάδα δε γυρίζει πίσω, lit. 'Grecia no va a volver', un lema prominente del partido bajo Konstantinos Mitsotakis liderazgo durante las elecciones legislativas de 1993. Además, ΚΚΕ complementó su lema principal con: en griego: #ΤΩΡΑ_ΚΚΕ, lit. '#AHORA_ΚΚΕ', mientras que PASOK-KINAL también usó un lema secundario en discursos y anuncios de televisión: en griego: Απόφαση Αλλαγής, lit. 'Decisión para el Cambio'.

## Encuestas de opinión

Línea de tendencia de regresión local de los resultados de la encuesta desde el 7 de julio de 2019 hasta julio de 2023, y cada línea corresponde a un partido político.

| Encuestadora                    | Fecha             | Tamaño |                      |              |       |      |      |      |     |     |     | Diferencia |   |     |     |     |
| ------------------------------- | ----------------- | ------ | -------------------- | ------------ | ----- | ---- | ---- | ---- | --- | --- | --- | ---------- | - | --- | --- | --- |
| Encuestadora                    | Fecha             | Tamaño | Interview/Politic.gr | 6–9 Mar 2023 | 1,000 | 33.7 | 29.4 | 10.8 | 6.6 | 5.1 | 4.2 | Diferencia | – | 1.9 | 1.8 | 4.3 |
| GPO/Parapolitika                | 6–8 Mar 2023      | 1,000  | 35.2                 | 30.6         | 11.0  | 8.0  | 3.6  | 3.9  | –   | 1.7 | 1.7 | 4.6        |   |     |     |     |
| Marc/ANT1                       | 4–7 Mar 2023      | 1,241  | 34.7                 | 29.3         | 11.4  | 6.6  | 4.6  | 4.1  | –   | 3.5 | 1.5 | 5.4        |   |     |     |     |
| Alco/Alpha                      | 16–18 Feb 2023    | 1,004  | 36.6                 | 28.7         | 11.2  | 6.7  | 4.2  | 2.9  | –   | 3.0 | 1.4 | 7.9        |   |     |     |     |
| Opinion Poll/The Toc            | 13–17 Feb 2023    | 1,151  | 38.5                 | 29.6         | 11.5  | 5.2  | 4.6  | 2.7  | –   | 3.0 | 1.3 | 8.9        |   |     |     |     |
| Marc/Proto Thema                | 6–10 Feb 2023     | 1,130  | 37.5                 | 29.0         | 11.4  | 6.1  | 4.2  | 3.1  | –   | 3.9 | 1.4 | 8.5        |   |     |     |     |
| GPO/Parapolitika                | 7–9 Feb 2023      | 1,000  | 38.3                 | 29.9         | 11.1  | 7.2  | 3.4  | 2.7  | –   | –   | –   | 8.4        |   |     |     |     |
| Marc/ANT1                       | 24–31 Ene 2023    | 1,585  | 37.5                 | 28.9         | 11.2  | 6.1  | 4.5  | 3.2  | –   | 3.9 | 1.1 | 8.6        |   |     |     |     |
| MRB/Open                        | 23–24 Ene 2023    | 1,000  | 36.0                 | 28.9         | 12.5  | 5.9  | 5.3  | 3.4  | –   | 3.0 | 1.2 | 7.1        |   |     |     |     |
| GPO/Star                        | 20–24 Ene 2023    | 1,200  | 38.1                 | 30.0         | 11.0  | 7.2  | 3.9  | 2.5  | –   | 2.1 | 1.4 | 8.1        |   |     |     |     |
| ProRata/Attica                  | 19–23 Ene 2023    | 1,018  | 36.5                 | 31.0         | 10.5  | 5.5  | 4.0  | 3.5  | –   | 2.5 | –   | 5.5        |   |     |     |     |
| Pulse RC/Skai                   | 19–23 Ene 2023    | 1,205  | 37.0                 | 29.0         | 12.0  | 6.5  | 4.5  | 3.0  | 1.0 | 3.0 | 1.0 | 8.0        |   |     |     |     |
| Rass/Action 24                  | 16–20 Ene 2023    | 1,003  | 34.7                 | 27.8         | 15.7  | 6.9  | 3.7  | 3.5  | –   | 3.4 | –   | 6.9        |   |     |     |     |
| Metron Analysis/Mega            | 11–17 Ene 2023    | 1,309  | 36.4                 | 27.5         | 12.4  | 6.0  | 4.5  | 3.5  | –   | 3.5 | 1.2 | 8.9        |   |     |     |     |
| Interview/Politic.gr            | 12–16 Ene 2023    | 1,675  | 36.0                 | 28.4         | 11.2  | 6.7  | 5.0  | 3.9  | –   | 1.7 | 1.7 | 7.6        |   |     |     |     |
| Opinion Poll/The Toc            | 11–13 Ene 2023    | 1,005  | 38.6                 | 29.3         | 11.9  | 5.3  | 4.7  | 3.2  | –   | 2.7 | 1.4 | 9.3        |   |     |     |     |
| Alco/Alpha                      | 9–13 Ene 2023     | 1,002  | 35.8                 | 27.9         | 12.4  | 6.4  | 5.2  | 3.7  | –   | 3.0 | –   | 7.9        |   |     |     |     |
| Μarc/Proto Thema                | 16–21 Dic 2022    | 1,003  | 37.0                 | 28.0         | 11.6  | 6.4  | 4.6  | 3.4  | –   | 3.1 | 1.4 | 9.0        |   |     |     |     |
| Pulse RC/Skai                   | 18–19 Dic 2022    | 1,103  | 37.5                 | 28.5         | 11.5  | 5.5  | 4.5  | 3.5  | –   | 3.0 | 1.0 | 9.0        |   |     |     |     |
| Interview/Politic.gr            | 15–19 Dic 2022    | 1,655  | 36.7                 | 27.1         | 11.3  | 5.6  | 5.3  | 3.4  | –   | 1.7 | 1.8 | 9.6        |   |     |     |     |
| GPO/Powergame.gr                | 13–15 Dic 2022    | 1,000  | 36.8                 | 29.5         | 11.5  | 7.2  | 4.5  | 2.7  | –   | 2.1 | 1.6 | 7.3        |   |     |     |     |
| MRB/Open                        | 1–9 Dic 2022      | 2,000  | 33.5                 | 27.2         | 13.3  | 6.0  | 5.3  | 3.4  | –   | 3.2 | 1.2 | 6.3        |   |     |     |     |
| Opinion Poll/Lykavitos          | 29 Nov–2 Dec 2022 | 1,251  | 38.1                 | 28.7         | 13.3  | 5.3  | 4.6  | 2.7  | –   | 2.9 | 1.2 | 9.4        |   |     |     |     |
| Rass/Action 24                  | 28 Nov–2 Dec 2022 | 1,002  | 35.5                 | 26.7         | 15.7  | 7.0  | 4.3  | 3.7  | –   | 2.4 | –   | 8.8        |   |     |     |     |
| GPO/Star                        | 24–28 Nov 2022    | 1,200  | 37.3                 | 29.5         | 12.7  | 6.6  | 3.9  | 2.5  | –   | 2.1 | 1.4 | 7.8        |   |     |     |     |
| Μarc/ANT1                       | 22–27 Nov 2022    | 1,030  | 36.8                 | 27.6         | 13.0  | 6.4  | 4.7  | 3.5  | –   | 2.6 | 1.2 | 9.2        |   |     |     |     |
| ProRata/Efimerida ton Sintakton | 19–22 Nov 2022    | 1,905  | 36.0                 | 30.0         | 12.5  | 5.5  | 5.0  | 3.0  | –   | 2.0 | –   | 6.0        |   |     |     |     |
| Pulse RC/Skai                   | 19–22 Nov 2022    | 1,205  | 36.5                 | 28.5         | 12.5  | 6.0  | 4.5  | 3.5  | –   | 3.0 | 1.0 | 8.0        |   |     |     |     |
| Metron Analysis/Mega            | 16–22 Nov 2022    | 1,000  | 36.5                 | 26.3         | 14.2  | 6.0  | 4.3  | 4.5  | –   | 2.3 | –   | 10.2       |   |     |     |     |
| Interview/Politic.gr            | 17–21 Nov 2022    | 1,605  | 35.7                 | 28.0         | 11.3  | 6.7  | 5.3  | 3.9  | –   | 1.4 | 1.7 | 7.7        |   |     |     |     |
| Alco/Alpha TV                   | 14–18 Nov 2022    | 1,000  | 35.3                 | 26.8         | 13.3  | 6.1  | 5.7  | 3.1  | –   | 2.4 | –   | 8.5        |   |     |     |     |
| GPO/Parapolitika                | 8–10 Nov 2022     | 1,000  | 36.6                 | 29.9         | 12.2  | 6.8  | 4.2  | 2.7  | –   | 2.0 | 1.7 | 6.7        |   |     |     |     |
| MRB/Open                        | 31 Oct–2 Nov 2022 | 1,000  | 35.5                 | 28.0         | 14.0  | 6.1  | 5.5  | 3.7  | –   | 3.2 | 1.5 | 7.5        |   |     |     |     |

## Resultados
|  | 40,79 % |

|  | 20,07 % |

|  | 11,46 % |

|  | 7,23 % |

|  | 4,45 % |

|  | 2,92 % |

|  | 2,89 % |

|  | 2,63 % |

|  | 0,90 % |

|  | 0,81 % |

|  | 0,63 % |

|  | 0,60 % |

|  | 0,59 % |

|  | 0,54 % |

|  | 0,47 % |

|  | 0,38 % |

|  | 0,35 % |

|  | 0,31 % |

|  | 0,26 % |

|  | 0,25 % |

|  | 0,24 % |

|  | 0,22 % |

|  | 0,22 % |

|  | 0,20 % |

|  | 0,19 % |

|  | 0,10 % |

|  | 0,10 % |

|  | 0,09 % |

|  | 0,07 % |

|  | 0,03 % |

|  | 0,02 % |

|  | 0,02 % |

|  | 0,00 % |

|  | 0,00 % |

|  | 0,00 % |

|  | 0,00 % |

|  | 97,39 % |

|  | 0,57 % |

|  | 2,04 % |

|  | 100,00 % |

|  | 60,94 % |

### Resultado por municipios
|                                                                            |
| (Ganador por Municipio o Comunidad) ND (990) SYRIZA (24) PASOK (7) KKE (3) |

|                                                                                            |
| (Segundo lugar por Municipio o Comunidad) SYRIZA (756) PASOK (221) ND (22) KKE (12) EL (3) |